# Codeçoso
Codeçoso es una freguesia portuguesa del concelho de Celorico de Basto, con 9,44 km² de superficie y 503 habitantes (2001). Su densidad de población es de 53,3 hab/km².